# Публикация одного памятника
«Публикация одного памятника» — серия красочных альбомов большого формата с научными публикациями выдающихся древних памятников русской истории и культуры. Каждый выпуск серии представляет на иллюстрациях целиком и в деталях тот или иной уникальный памятник архитектуры или живописи, сопровождённый искусствоведческим анализом с комментариями на русском и английском языках. Серия выходила в издательстве «Аврора» с 1968 до 1978 года (вышло 11 выпусков).
Альбомы серии печатались в типографии «Кошут» (Будапешт).
Формат: 60×80/4 (~400×310 мм); переплёт или обложка.

## Книги серии
1. Машнина В. 
Архангел Михаил: Икона «Архангел Михаил с деяниями» из Архангельского собора Московского Кремля. — Л.: Аврора, 1968. — 40 с. — (Публикация одного памятника).
2. Ухова Т., Писарская Л. 
Лицевая рукопись Успенского собора: Евангелие начала XV века из Успенского собора Московского Кремля. — Л.: Аврора, 1969. — 40 с. — (Публикация одного памятника).
3. Сизов Е. 
«Воображены подобия князей»: Стенопись Архангельского собора Московского Кремля. — Л.: Аврора, 1969. — 40 с. — (Публикация одного памятника).
4. Вагнер Г. 
Дмитриевский собор: Архитектура и скульптура Дмитриевского собора во Владимире. — Л.: Аврора, 1969. — (Публикация одного памятника).
5. Плугин В. 
Храм Покрова на Нерли: Архитектура и скульптура церкви Покрова Богоматери XII века. — Л.: Аврора, 1970. — 40 с. — (Публикация одного памятника).
6. Зонова О. 
Первая роспись Успенского собора: Выдающийся памятник монументальной живописи древней Москвы. — Л.: Аврора, 1971. — 40 с. — (Публикация одного памятника).
7. Маясова Н. 
Памятник с Соловецких островов: Икона «Богоматерь Боголюбская с житиями Зосимы и Савватия». 1545 г. — Л.: Аврора, 1970. — 40 с. — (Публикация одного памятника).
8. Соколова Г. 
Роспись Благовещенского собора: Фрески Феодосия (1508) и художников середины XVI века в Московском Кремле. — Л.: Аврора, 1969. — 40 с. — (Публикация одного памятника).
9. Плугин В. 
Фрески Дмитриевского собора: Выдающийся памятник монументальной живописи древнего Владимира. — Л.: Аврора, 1974. — 48 с. — (Публикация одного памятника).
10. Филатов В. 
Праздничный ряд Софии Новгородской: Древнейшая часть главного иконостаса Софийского собора. — Л.: Аврора, 1974. — 32 с. — (Публикация одного памятника).
11. Салько Н. 
Памятник, овеянный славой Куликовской битвы: Икона «Богоматерь Донская». На обороте «Успение». — Л.: Аврора, 1978. — 40 с. — (Публикация одного памятника).